# Monica Catalano
Monica Catalano (Roma, 26 ottobre 1972) è una fumettista italiana.

## Carriera
Diplomata al liceo artistico, ha frequentato la Scuola Internazionale di Comics di Roma per la quale realizza illustrazioni pubblicate sul magazine Marie Claire.
Dal 1995 insegna la tecnica di base del disegno a fumetti attraverso diverse associazioni culturali di Roma, esperienza che la porterà, nel 2009, all'incontro con DaSud, associazione onlus con la quale realizzerà un corso di disegno a fumetti nella scuola media statale di Frattaminore-Aversa e che porterà, nel 2012, alla realizzazione del libro illustrato Lollò Cartisano-L'ultima foto alla 'ndrangheta Round Robin Editrice.
Si è affacciata al mondo del fumetto nel novembre del 1996 con Mick&Eva per Alessandro Tesauro Editore.
Ha realizzato tavole autoconclusive per la rivista Selen (Trentini Editore) con lo pseudonimo di Monica Liò e si è cimentata con storie brevi indirizzate al pubblico pre-teen di Cioè Edizioni, realizzando, nel 2002, i numeri 2 e 6 per il magazine Isa & Bea Streghe tra noi.
Dal 2003 al 2011 collabora con la Walt Disney Italia occupandosi in particolare della serie W.I.T.C.H., W.I.T.C.H. Styl per le pubblicazioni Disney in Polonia e per il mensile Tinkerbell.
La sua produzione comprende tanto il genere umoristico pubblicato sulla rivista Orme (Free Books Edizioni, 2005) quanto il genere realistico realizzato per Noir (De Agostini periodici).
A ottobre 2006 ha pubblicato le illustrazioni per la serie I Misteri del Faro, destinati alla Collana Battello a Vapore (Ediz. Piemme).
Nel 2007 è tra gli illustratori del numero 6 di Tea Stilton per la collana Piemme Junior.
Nel 2008 realizza, per la scrittrice Elisabetta Gnone, le stanze di Fairy Oak e inizia, con lo pseudonimo di Lisa Profumi, la collaborazione con la Mattel Italy per la quale realizza i disegni delle storie di Barbie Magazine.
Nel 2011 è in collaborazione con Il Giornalino (ed.San Paolo) disegnando storie brevi autoconclusive.
Dal 2014 si occupa, per The Walt Disney Company USA, di libri illustrati per le Disney Princesses.
Nel 2015 realizza il volume Lighter than air, in collaborazione per Double Take - Take 2 Interactive
Dello stesso anno è la collaborazione con il settimanale Left ai disegni della rubrica artistica Un'Altra Storia.
Nel 2017 è ai disegni del primo volume di Bleu Outremer per Editions Clair de Lune, al quale farà seguito il secondo volume l'anno seguente.